# 古沛勤
古沛勤爵士，KCMG，LVO（英語：Sir Sherard Louis Cowper-Coles，1955年1月8日—），英國外交官，2001年至2003年任英國駐以色列大使、2003年至2006年任英國駐沙特阿拉伯大使、2007年至2009年任英國駐阿富汗大使、2009年至2010年任外交大臣駐阿富汗及巴基斯坦特使。在2010年從政府退休以後，他由2011年起獲聘任為英國航太系統公司國際商業發展部總監，但僅僅於兩年後便離職，此後他在2013至2023年曾任匯豐集團董事會公共事務高級顧問，他現時是英中貿易協會（China-Britain Business Council）主席。
古沛勤於1977年加入外交部，1980年至1983年在英國駐埃及開羅大使館先後任三等秘書和二等秘書、1983至1985年調返倫敦外交本部任規劃參議組一等秘書、1985年至1987年任外交部常務次官私人秘書、1987年至1991年任英國駐美國華盛頓大使館一等秘書、1991年至1993年任外交部保安政策司助理、1993年至1994年借調任國際戰略研究所駐院研究員、1994年至1997年重返外交部任香港司司長、1997年至1999年任英國駐法國巴黎大使館政治參贊、以及在1999年至2001年任外交大臣郭偉邦的首席私人秘書。
古沛勤在2012年出版回憶錄披露，第26任香港總督尤德爵士在1986年死於任內以後，時任首相戴卓爾夫人曾命外交部緊急草擬一份港督人選名單，該名單人選以皇儲查理斯王子居首、軍人和富商出身的第六代西敏公爵居次，但戴卓爾夫人最終選定以外交部「中國通」衛奕信接任。此外，古沛勤又在書中披露末任港督彭定康曾建議時任英揆貝理雅缺席1997年6月30日晚舉行的香港主權交接儀式，以示對中方放棄立法局「直通車」安排表達不滿。不過，貝理雅最後仍決定出席儀式，但杯葛出席翌日早上舉行的香港特別行政區成立暨政府主要官員宣誓就任儀式。
在香港司司長任內，古沛勤與其他外交部官員主張對華妥協，因而與彭定康出現磨擦；古沛勤在籌備香港主權交接儀式的時候，把經常批評彭定康的退休外交官柯利達爵士加到英方賓客名單，也招來彭定康的不滿。

## 榮譽
- L.V.O. （1991年）
- C.M.G. （1997年）
- K.C.M.G. （2004年）